# Шахтёрский городской совет
 Шахтёрский городской совет — одна из административно-территориальных единиц в составе Донецкой области. Входит в состав Торезской агломерации.

## Состав
На 2019 год:
- город Шахтёрск — 48 759 чел.
- пгт Контарное — 1 433 чел.
- пгт Московское — 630 чел.
- пгт Сердитое — 1 939 чел.
- пгт Стожковское — 3 903 чел.
- Сельское население — 1 767 чел.

Всего: 1 город, 4 пгт (3 поссовета), в также сельское население.

## Экономика
Добыча каменного угля (ГХК «Шахтёрскантрацит», в том числе 3 ЦОФ), лёгкая (Шахтёрская швейно-трикотажная фабрика), пищевая промышленность.